# Radek Gregor
Radovan „Radek“ Gregor (* 18. April 1970) ist ein tschechischer Badmintonspieler. 

## Karriere
Radek Gregor wurde 1992 nationaler Meister in der Tschechoslowakei, wobei er im Doppel mit Jan Jurka erfolgreich war. International startete er in Ungarn und in der Slowakei.